# عدنان جوشو
عدنان جوشو مواليد 30 نوفمبر 1975 في سراييفو، جمهورية يوغوسلافيا الاشتراكية الاتحادية، هو لاعب كرة قدم بوسني دولي سابق كان يلعب في حراسة المرمى. لعب خلال مسيرته 388 مباراة سجل خلالها 0 أهداف.

## المسيرة الاحترافية

### أندية لعب لها
- نادي جيلييزنيتشار ساراييفو
- سبارتاك موسكو
- نادي ساراييفو
- يونيفرسيتاتيا كرايوفا
- دينامو بوخارست
- سي إس باندوري تارغو جيو
- أولمبياكوس نيقوسيا

## الإنجازات

### لاعب
نادي جيلييزنيتشار ساراييفو
- دوري البوسنة والهرسك الممتاز: 1997–98  [لغات أخرى]‏، 2000–01، 2001–02، 2011–12
- كأس البوسنة والهرسك: 2000–01، 2011–12
- Bosnian Supercup: 1998

## روابط خارجية
- عدنان جوشو على موقع الاتحاد الدولي (مؤرشف)  (الإنجليزية)
- عدنان جوشو على موقع اتحاد تركيا (لاعب) (الإنجليزية)
- عدنان جوشو على موقع قاعدة بيانات كرة القدم.إي يو (الإنجليزية)
- عدنان جوشو على موقع ناشيونال فوتبول تيمز (الإنجليزية)